# Varneville-Bretteville
Varneville-Bretteville és un municipi francès situat al departament del Sena Marítim i a la regió de Normandia. L'any 2007 tenia 296 habitants.

## Demografia

### Població
El 2007 la població de fet de Varneville-Bretteville era de 296 persones. Hi havia 112 famílies de les quals 20 eren unipersonals (4 homes vivint sols i 16 dones vivint soles), 36 parelles sense fills, 44 parelles amb fills i 12 famílies monoparentals amb fills.
La població ha evolucionat segons el següent gràfic:
Habitants censats

### Habitatges
El 2007 hi havia 122 habitatges, 111 eren l'habitatge principal de la família, 10 eren segones residències i 2 estaven desocupats. 119 eren cases i 2 eren apartaments. Dels 111 habitatges principals, 87 estaven ocupats pels seus propietaris, 23 estaven llogats i ocupats pels llogaters i 1 estava cedit a títol gratuït; 1 tenia una cambra, 5 en tenien dues, 7 en tenien tres, 34 en tenien quatre i 64 en tenien cinc o més. 102 habitatges disposaven pel capbaix d'una plaça de pàrquing. A 44 habitatges hi havia un automòbil i a 61 n'hi havia dos o més.

### Piràmide de població
La piràmide de població per edats i sexe el 2009 era:
| Homes | Edats   | Dones |
| ----- | ------- | ----- |
| 0     | 95 o +  | 0     |
| 0     | 90 a 94 | 0     |
| 0     | 85 a 89 | 0     |
| 4     | 80 a 84 | 4     |
| 4     | 75 a 79 | 4     |
| 4     | 70 a 74 | 8     |
| 4     | 65 a 69 | 4     |
| 0     | 60 a 64 | 12    |
| 8     | 55 a 59 | 0     |
| 12    | 50 a 54 | 12    |
| 4     | 45 a 49 | 12    |
| 16    | 40 a 44 | 16    |
| 12    | 35 a 39 | 16    |
| 12    | 30 a 34 | 4     |
| 0     | 25 a 29 | 0     |
| 12    | 20 a 24 | 8     |
| 12    | 15 a 19 | 16    |
| 20    | 10 a 14 | 8     |
| 20    | 5 a 9   | 4     |
| 4     | 0 a 4   | 0     |

## Economia
El 2007 la població en edat de treballar era de 201 persones, 149 eren actives i 52 eren inactives. De les 149 persones actives 142 estaven ocupades (78 homes i 64 dones) i 7 estaven aturades (5 homes i 2 dones). De les 52 persones inactives 21 estaven jubilades, 15 estaven estudiant i 16 estaven classificades com a «altres inactius».

### Ingressos
El 2009 a Varneville-Bretteville hi havia 103 unitats fiscals que integraven 278 persones, la mediana anual d'ingressos fiscals per persona era de 19.645 €.

### Activitats econòmiques
Dels 2 establiments que hi havia el 2007, 1 era d'una empresa de fabricació d'altres productes industrials i 1 d'una empresa classificada com a «altres activitats de serveis».
L'any 2000 a Varneville-Bretteville hi havia 15 explotacions agrícoles que ocupaven un total de 950 hectàrees.

## Poblacions més properes
El següent diagrama mostra les poblacions més properes.